# O Homem Que Queria Ser Rei
The Man Who Would Be King (bra/prt: O Homem Que Queria Ser Rei) é um filme britano-estadunidense de 1975, dos gêneros drama e aventura, dirigido por John Huston, com roteiro baseado na obra homônima de Rudyard Kipling. Como em boa parte da obra de Kipling, a história é uma crítica ao imperialismo britânico.

## Sinopse
Narrado em flashback por um velho aparentemente perturbado (Caine) a Rudyard Kipling (Plummer), na redação de seu jornal,  o filme conta a história de dois rudes ex-soldados britânicos, expulsos do exército, que no século XIX se dirigem à Índia, então sob domínio da Grã-Bretanha,  em busca de aventuras e riquezas e acabam se tornando reis do povo da longínqua e inexplorada região do Cafiristão, onde nenhum homem branco havia posto os pés desde Alexandre, o Grande.
Considerados seres divinos pelos habitantes locais, após Daniel Dravot (Connery) ser ferido em batalha por uma flecha no peito e nem sangrar nem morrer (a flecha na verdade entrou numa bandoleira de couro que ele usava embaixo da roupa) os dois usufruem a realeza lhes concedida pela população, até serem desmascarados pela noiva escolhida para Drevot, a linda nativa Roxana (papel feito pela esposa marroquina de Caine, Shakira) que morde Drevot na noite de núpcias se negando a ser possuída e mostra a todos que ele pode sangrar, não sendo então uma divindade.
O velho que conta a história a Kipling é Peachey Carnehan, o sobrevivente da aventura.
Trata-se de uma história fundamentada na filosofia maçônica e trás dentro de seu contexto vários ensinamentos da Ordem, sendo que vários participantes da obra são maçons, como o próprio Sean Connery. Um de seus principais ensinamentos alude à ambição dos Homens que em nome do poder e da vaidade acabam perdendo até mesmo o seu mais precioso bem, a vida.

## Elenco
- Sean Connery como Daniel Dravot
- Michael Caine como Peachy Carnehan
- Christopher Plummer como Rudyard Kipling
- Saeed Jaffrey como Billy Fish
- Doghmi Larbi como Ootah
- Jack May como comissário
- Karroom Ben Bouih como Kafu Selim
- Mohammad Shamsi como Babu
- Albert Moses como Ghulam
- Paul Antrim como Mulvaney
- Graham Acres como o agente
- Shakira Caine como Roxanne